# Johan Soenen
Johan Soenen (Oostakker, 15 mei 1935 - Portugal, 25 juni 2014) was een Belgisch hoogleraar, auteur en bestuurder.

## Levensloop
Hij doorliep zijn humaniora aan het Sint-Barbaracollege te Gent. Vervolgens studeerde hij Germaanse filologie aan de Rijksuniversiteit Gent, alwaar hij in 1958 afstudeerde als licentiaat. In deze periode was hij onder meer betrokken bij de betogingen tegen de talentelling. Omstreeks de jaren 60 was hij leraar op het Sint-Jan Berchmanscollege van de Jezuïeten te Brussel, alwaar hij onder andere klastitularis was van Herman Van Rompuy. Vervolgens behaalde hij in 1976 aan de Rheinisch-Westfälische Technische Hochschule zijn doctoraat in de vergelijkende literatuurwetenschappen met een studie over de vertalingen van de lyrische poëzie van Karel van de Woestijne naar het Duits.
Beroepshalve was hij achtereenvolgens docent, hoogleraar en directeur van het Hoger Instituut voor Vertalers en Tolken (HIVT) te Brussel en Antwerpen. Hij was gespecialiseerd in de Turkse literatuur. Daarnaast was hij in de jaren 90 lid van de raad van bestuur van de Universiteit Antwerpen en was hij medeoprichter van de opleiding 'gerechtstolken' voor de Waarheidscommissie aan de Universiteit van Bloemfontein te Zuid-Afrika. Tevens was hij auteur van dichtbundels, kortverhalen en romans.
In 2001 volgde hij Eliane Van Alboom op als voorzitter van het Vermeylenfonds, zelf werd hij in 2006 opgevolgd door Dominique Verté in deze functie. In 2014 - kort voor zijn dood - verscheen zijn laatste werk De Vierschaar - Liefde en Haat in de Groote Oorlog.